# نبرد عقاب‌ها
نبرد عقاب‌ها فیلمی به کارگردانی ناصر رفعت و نویسندگی رضا عقیلی محصول سال ۱۳۵۳ است.

## بازیگران
- عبدالله بوتیمار
- فیروز
- کتایون
- شهناز
- مهران
- مهران بانکی
- قباد
- حجت
- پولاد
- محمد گیلانی
- بهرامی
- گهرم
- اکبر اصفهانی
- حمید مهدیون
- اسکندری
- محمد محسنی
- فرشید
- حاجی‌زاده
- وارطان
- حسن رضایی
- حسین گیل
- غلامرضا سرکوب